# さざ波謎解きミステリーpuzzle
さざ波謎解きミステリーpuzzle（さざなみなぞときミステリーパズル）は、古舘プロジェクトが地域活性プロジェクトとして取り組む「TAN-SU」と、広島ホームテレビとがタイアップして進める「あした記念日プロジェクト」の企画のひとつである。

## 概要
比較的知名度の低いとされるさざなみ海道の知名度アップを狙い、竹原市や三原市の関連観光情報を紹介することを目的とする。広島県内向けコンテンツと、全国向けネタの異なる二つの構成となっている。前者の県内向けが「さざなみ海道謎解きミステリー」で、広島の探偵事務所「白島レイ」が、さざなみ海道に関する様々な謎を解いていく内容となっている。

## ストーリー
File NO.1 恋するひな様
久しぶりのデスクの整理…、山積みされた請求書の中にひな人形のスナップ写真を見つけた。そこには、「恋するひな様」と書いてある。 はて、なんだろうか。スナップ写真には、かすかな竹炭の香りがしている。竹炭…、あそこだな…。早速、私は、愛車・ミニクーパーに乗って竹原へと向った。
File NO.2 Sakuraを愛でる　桜人に出逢う
隣にいた常連客の教授がスナップ写真を取り出し見せてくれた。そこには緑に生い茂った竹藪の中から桜の花が頭だけを出していた。「Sakuraを愛でる　桜人に出逢う」と書いてある。教授曰く、父が残したスナップ写真だとか。でも場所が全くわからなくて困っている。時間があるなら探して欲しいという。…調査の依頼だ。
File NO.3 竹ロマン
今回の依頼人は、艶やかな声の女性。 電話口で彼女はこう言った。「一番の船でウサギの島に来て下さい」。どんな依頼なのだろうか?
File NO.4 ミわらにある幻の味・サクサク感
何故か私はホテルの一室にいる。昨夜の記憶が失われたままシャワーを浴び、頭をすっきりとさせる。するとテーブルの上には一枚の写真が残されていた。そこには、「ミわらに隠された味わい」 誰がなんのためにそして昨夜、私にいったい何があったのだ…。「ミわら」ってなんだ?